# Coleophora puberoloides
Coleophora puberoloides é uma espécie de mariposa do gênero Coleophora pertencente à família Coleophoridae.